# Meioneta insolita
Meioneta insolita är en spindelart som beskrevs av George Hazelwood Locket och Anthony Russell-Smith 1980. Meioneta insolita ingår i släktet Meioneta och familjen täckvävarspindlar.
Artens utbredningsområde är Nigeria. Inga underarter finns listade i Catalogue of Life.